# Tontine (Afrika)
In West-Afrika wordt een speciale vorm van tontine gebruikt. Het is een lokaal spaar- en kredietsysteem, dat enige gelijkenissen vertoont met microfinanciering. De belangrijkste varianten zijn de rotatieve en de cumulatieve tontine. Het principe is ook bekend als Likelemba.

## Rotatieve tontine
De deelnemers aan de tontine verbinden zich ertoe om op vaste tijdstippen elk een vooraf bepaalde som te storten. Bij elke storting wordt een van de deelnemers aangewezen als de ontvanger van het geheel van de stortingen. De volgorde van de begunstigden kan vooraf overeengekomen zijn of kan door lottrekking bepaald worden. Voor de eerste begunstigde komt de tontine neer op een krediet; voor de laatste begunstigde is het een spaarmiddel
Op het ogenblik dat alle deelnemers eenmaal begunstigde geweest zijn, is de cyclus beëindigd. Gewoonlijk wordt dan een nieuwe tontine gestart.
Deze vorm wordt ook gebruikt door Afrikaanse immigranten in Frankrijk.

## Cumulatieve tontine
Bij een cumulatieve tontine worden de bijdragen niet teruggestort aan de leden, maar ze blijven in de kas tot op het ogenblik dat de leden beslissen ze terug te verdelen, in evenredigheid met de inbreng.
Ondertussen wordt het geld geïnvesteerd op de wijze en tegen de voorwaarden die de leden samen overeengekomen zijn. Meestal wordt het onder de vorm van een krediet ter beschikking gesteld van één of meer leden. Het gaat om kortlopende kredieten tegen een relatief hoge intrest. Bij de verdeling ontvangen de leden daarom een bedrag dat beduidend hoger is dan de inleg, dat bijvoorbeeld kan gebruikt worden voor een familiefeest of schoolgeld. Zowel de belegger als de kredietnemer halen voordeel uit het systeem.
Er kunnen ook bijkomende diensten aan de tontine gekoppeld worden, zoals een bijzondere uitkering in geval van ziekte of overlijden.

## Verwante systemen
In andere delen van de wereld komen vergelijkbare structuren voor die kunnen uitgroeien tot een informele bank, in Colombia bijvoorbeeld natilleras. Zij worden in de Engelstalige literatuur ROSCA (Rotating savings and credit association) of ASCA (accumulating savings and credit associations) genoemd.